# Вальсер
Вальсе́р (фр. Valserres, окс. Vauserres) — коммуна во Франции, находится в регионе Прованс — Альпы — Лазурный Берег. Департамент коммуны — Верхние Альпы. Входит в состав кантона Ла-Бати-Нёв. Округ коммуны — Гап.
Код INSEE коммуны — 05176.

## Население
Население коммуны на 2008 год составляло 217 человек.
| 1962 | 1968 | 1975 | 1982 | 1990 | 1999 | 2008 |
| ---- | ---- | ---- | ---- | ---- | ---- | ---- |
| 197  | 212  | 149  | 148  | 164  | 192  | 217  |

## Экономика
В 2007 году среди 133 человек в трудоспособном возрасте (15—64 лет) 101 были экономически активными, 32 — неактивными (показатель активности — 75,9 %, в 1999 году было 76,8 %). Из 101 активных работали 95 человек (56 мужчин и 39 женщин), безработных было 6 (4 мужчины и 2 женщины). Среди 32 неактивных 13 человек были учениками или студентами, 10 — пенсионерами, 9 были неактивными по другим причинам.

## Фотогалерея

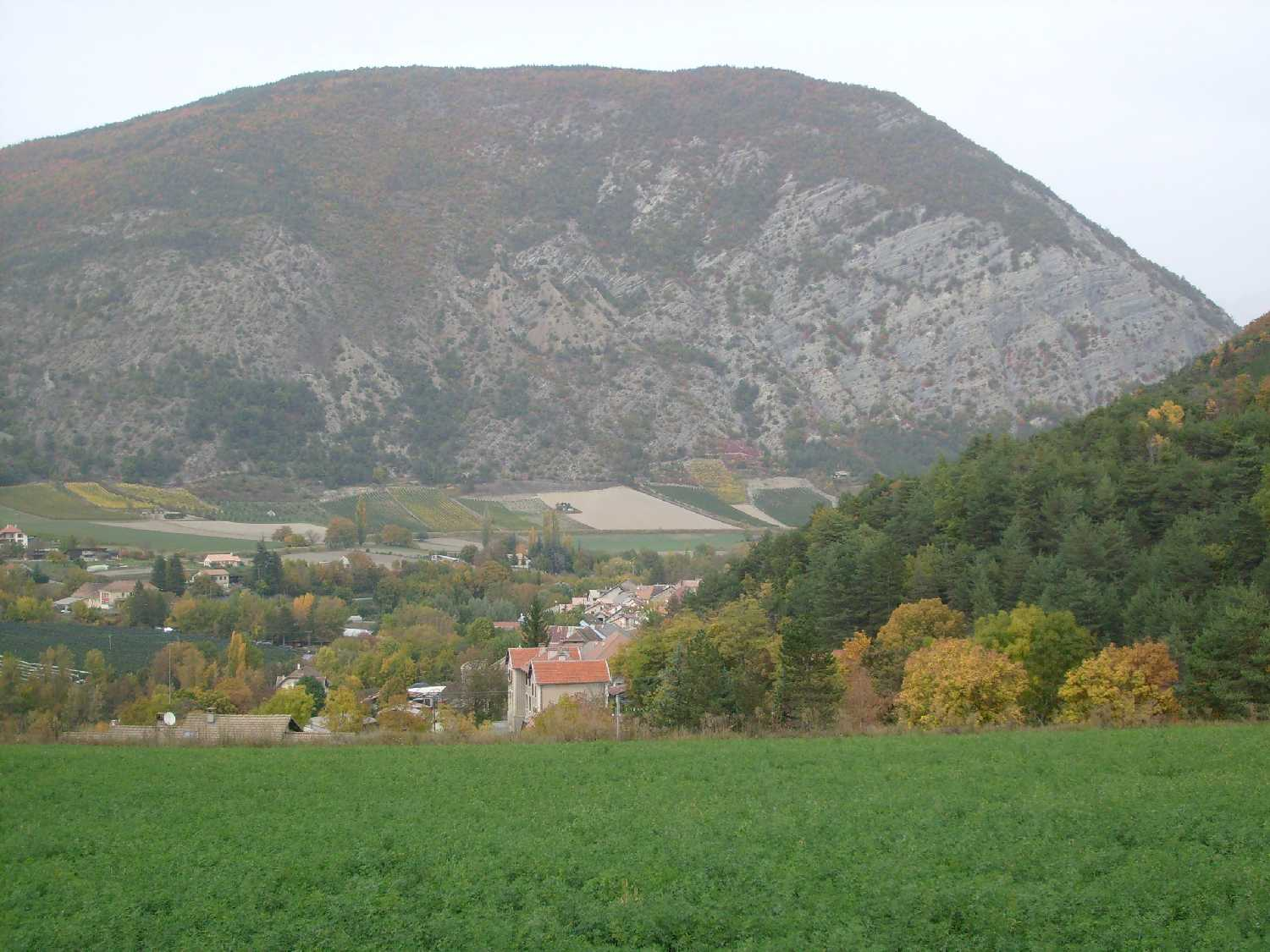
Вальсер
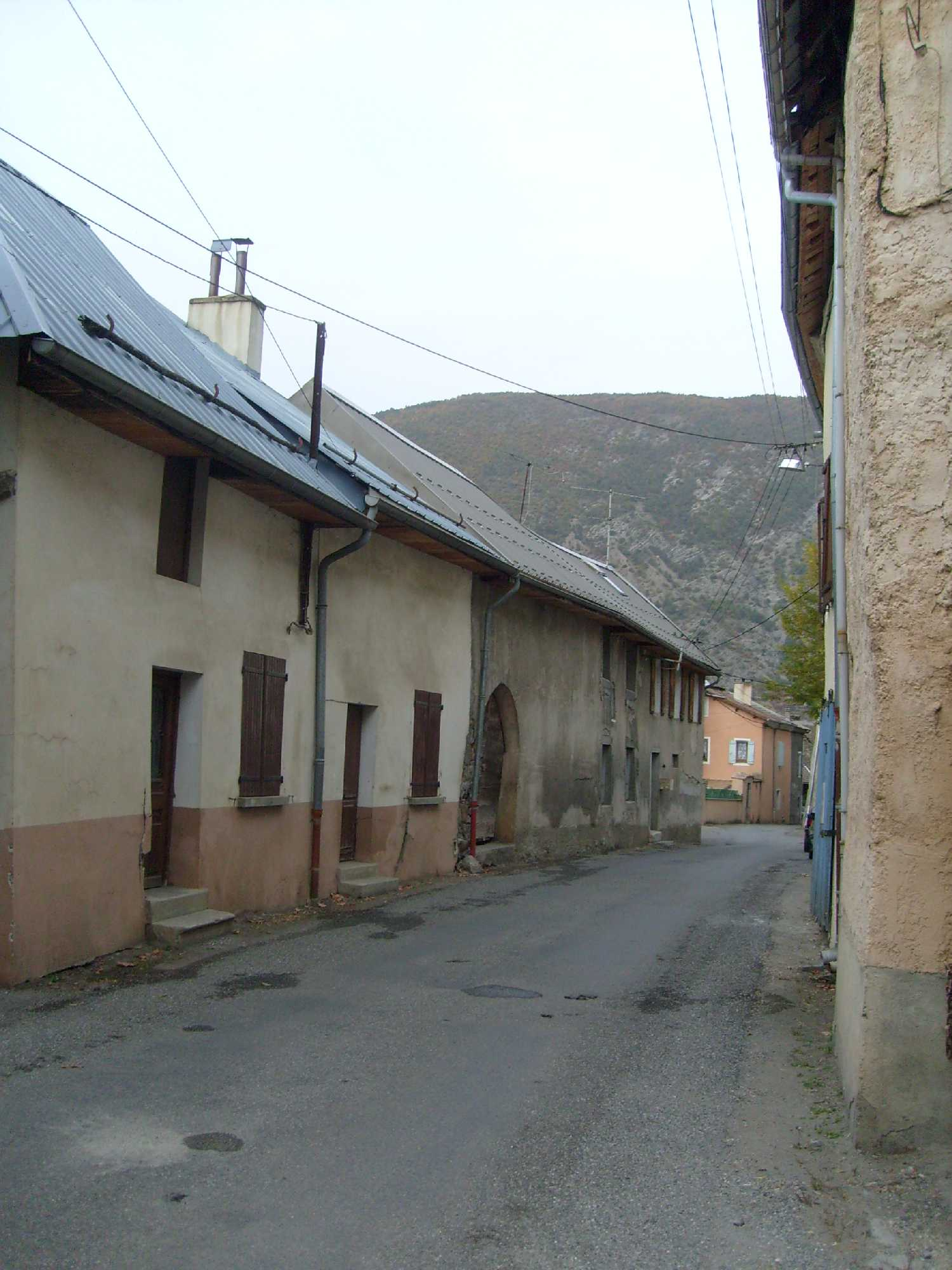
Центральная улица
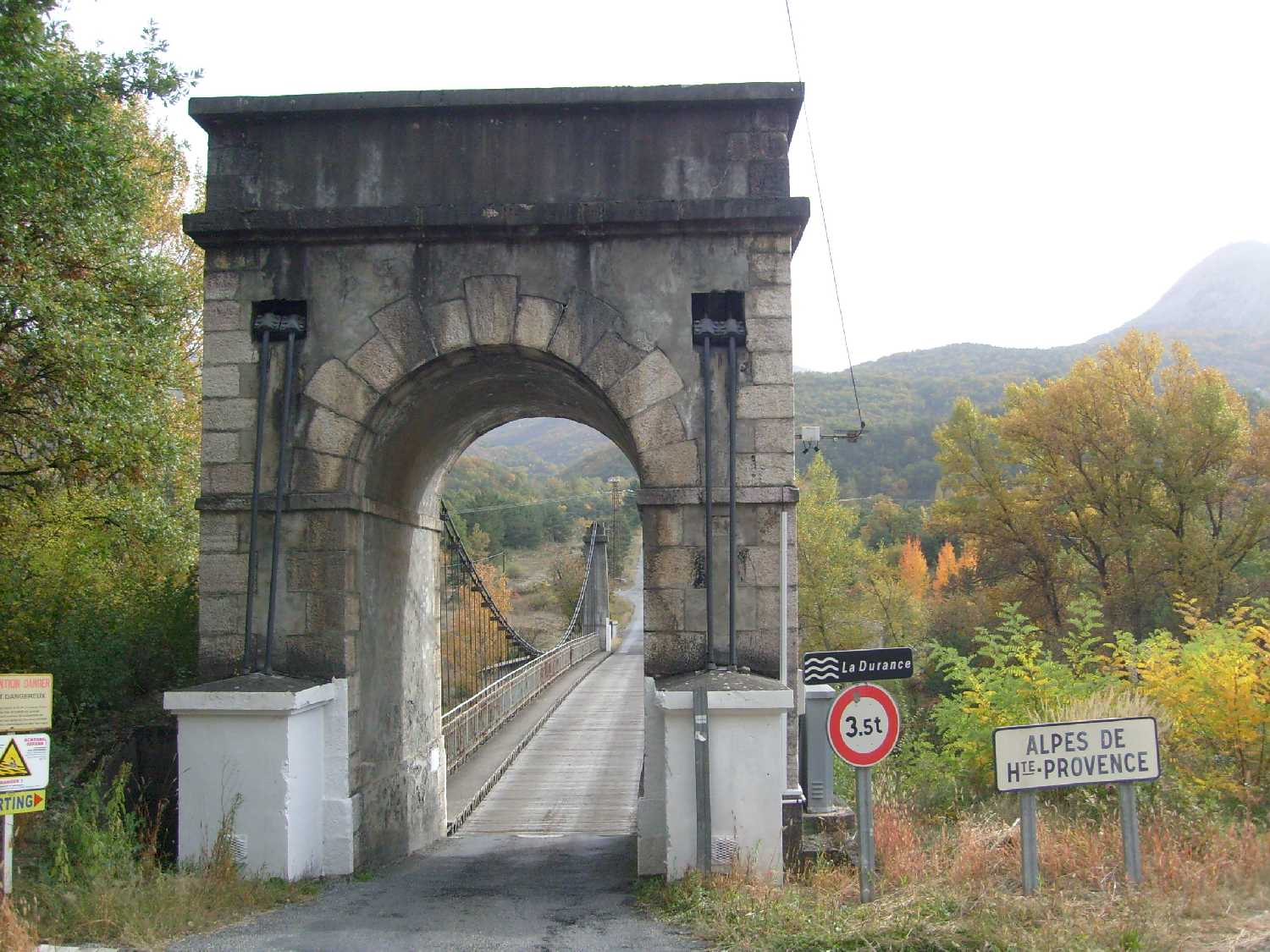
Мост через реку Дюранс